# Fantacollana
Fantacollana a fost o serie de cărți de fantezie (romane și colecții de povestiri). Volumele au fost publicate în limba italiană de către editura Editrice Nord. În perioada 1973 - 2008 au fost publicate 208 de volume. Primul număr a apărut în mai 1973 cu romanul Nestematele din Aptor de Samuel R. Delany (ca Samuel Delany). Primele numere, editate de Riccardo Valla, au beneficiat de coperți realizate de artiști ca Michael Whelan, Karel Thole sau Frank Frazetta. Valla a fost înlocuit la mijlocul anilor 1970 de Sandro Pergameno, care a fost apoi schimbat cu Alex Voglino.
Au fost publicate lucrările unor scriitori americani de fantezie ca Ray Bradbury, L. Sprague de Camp, Fritz Leiber, Robert E. Howard, Jack Vance, C. J. Cherryh, Marion Zimmer Bradley, David Gemmell, Robert Silverberg, Harry Turtledove, Stephen R. Lawhead și alții. De asemenea, cărți originale ale unor scriitori italieni au fost publicate (Andrea D'Angelo, Fabiana Redivo, Gianluigi Zuddas).
Seria a redus în mod substanțial frecvența publicării în anii 2000, publicându-se în principal colecții de povestiri editate de Marion Zimmer Bradley, iar în 2006 și 2007 au fost publicate doar două numere pe an. Ultimul număr a fost o traducere a romanului  Four Moons of Darkover a lui Marion Zimmer Bradley și a fost publicată în noiembrie 2008.

## Redactori și directori
1. 1973-1977: redactori Renato Prinzhofer și Riccardo Valla
2. 1977-1979: redactor Riccardo Valla
3. 1980-1985: redactor Sandro Pergameno, director responsabil Gianfranco Viviani
4. 1986-2002: redactor Alex Voglino, director responsabil Gianfranco Viviani
5. 2002-2005: director responsabil Gianfranco Viviani
6. 2006-2008: director responsabil Stefano Mauri

## Lista
1 - I gioielli di Aptor, Samuel Delany, 1973 (roman) ISBN: 8842904430
2 - L'anello del tritone, L. Sprague De Camp, 1973 (roman) ISBN: 8842904449
3 - Ali della notte, Robert Silverberg, 1973 (colecție de povestiri) ISBN: 8842904457
4 - Lord Darcy, Randall Garrett, 1974 (colecție de povestiri) ISBN: 8842904465
5 - Conan l'avventuriero, Robert E. Howard, 1974 (colecție de povestiri) ISBN: 8842904473
6 - Jorian di Jiraz, L. Sprague De Camp, 1974 (roman) ISBN: 8842904481
7 - Il pozzo della luna, Abraham Merritt, 1974 (colecție de povestiri) ISBN: 884290449X
8 - Signore della luce, Roger Zelazny, 1975 (colecție de povestiri) ISBN: 8842904503
9 - Kull di Valusia, Robert E. Howard, Lin Carter, 1975 (colecție de povestiri) ISBN: 8842904511
10 - Paese d'ottobre, Ray Bradbury, 1975 (antologie) ISBN: 884290452X
11 - Il castello d'acciaio, L. Sprague De Camp, Fletcher Pratt, 1975 (antologie de romane) ISBN: 8842904538
12 - Le spade di Lankhmar, Fritz Leiber, 1976 (roman) ISBN: 8842904546
13 - Conan!, Robert E. Howard, Lin Carter, L. Sprague de Camp, 1976 (colecție de povestiri) ISBN: 8842904554
14 - Alastor 2262, Jack Vance, 1976 (roman) ISBN: 8842904562
15 - Il viaggio di Hiero, Sterling E. Lanier, 1976 (roman) ISBN: 8842904570
16 - La stanza chiusa, Randall Garrett, 1977 (roman) ISBN: 8842904589
17 - Zothique, Clark Ashton Smith, 1977 (antologie) ISBN: 8842904597
18 - Davy, l'eretico, Edgar Pangborn, 1977 (roman) ISBN: 8842904600
19 - Conan l'usurpatore, Robert E. Howard, 1977 (colecție de povestiri) ISBN: 8842904619
20 - Il mondo di Nehwon, Fritz Leiber, 1977 (colecție de povestiri) ISBN: 8842904627
21 - L'erede di Hastur, Marion Zimmer Bradley, 1978 (roman) ISBN: 8842904635
22 - La porta di Ivrel, C. J. Cherryh, 1978 (roman) ISBN: 8842904643
23 - Skull-Face, Robert E. Howard, 1978 (antologie) ISBN: 8842904651
24 - Conan di Cimmeria, Robert E. Howard, Lin Carter, L. Sprague de Camp, 1978 (colecție de povestiri) ISBN: 884290466X
25 - Elric di Melniboné, Michael Moorcock, 1978 (antologie) ISBN: 8842904678
26 - Conan il Pirata, Robert E. Howard, 1979 (colecție de povestiri) ISBN: 8842904694
27 - Il mago di Earthsea, Ursula K. Le Guin, 1979 (roman) ISBN: 8842904686
28 - Spade tra i ghiacci, Fritz Leiber, 1979 (colecție de povestiri) ISBN: 8842904708
29 - Tre cuori e tre leoni, Poul Anderson, 1979 (roman) ISBN: 8842904716
30 - Elric il Negromante, Michael Moorcock, 1979 (colecție de povestiri) ISBN: 8842904724
31 - Conan lo zingaro, Robert E. Howard, L. Sprague de Camp, Lin Carter, 1980 (colecție de povestiri) ISBN: 8842904732
32 - Le tombe di Atuan, Ursula K. Le Guin, 1980 (roman) ISBN: 8842904740
33 - Nostra Signora delle Tenebre, Fritz Leiber, 1980 (roman) ISBN: 8842904759
34 - La torre proibita, Marion Zimmer Bradley, 1980 (roman) ISBN: 8842904767
35 - Il drago e il George, Gordon R. Dickson, 1980 (roman) ISBN: 8842904775
36 - Conan il guerriero, Robert E. Howard, L. Sprague de Camp, 1981 (colecție de povestiri) ISBN: 8842904783
37 - La spiaggia più lontana, Ursula K. Le Guin, 1981 (roman) ISBN: 8842904791
38 - La catena spezzata, Marion Zimmer Bradley, 1981 (roman) ISBN: 8842904805
39 - Il pozzo di Shiuan, C. J. Cherryh, 1981 (roman) ISBN: 8842904813
40 - L'era Hyboriana di Conan il Cimmero, Robert E. Howard, L. Sprague de Camp, Lin Carter, Björn Nyberg, 1981 (antologie de romane) ISBN: 8842904821
41 - Conan il bucaniere, L. Sprague De Camp, Lin Carter, 1982 (roman) ISBN: 884290483X
42 - Jirel di Joiry, C. L. Moore, 1982 (colecție de povestiri) ISBN: 8842904848
43 - Almuric. Il pianeta selvaggio, Robert E. Howard, 1982 (roman) ISBN: 8842904856
44 - Northwest Smith il terrestre, C. L. Moore, 1982 (colecție de povestiri) ISBN: 8842904864
45 - Il castello di Lord Valentine, Robert Silverberg, 1982 (roman) ISBN: 8842904872
46 - Balthis l'avventuriera, Gianluigi Zuddas, 1983 (roman) ISBN: 8842904880
47 - I figli del Tritone, Poul Anderson, 1983 (roman) ISBN: 8842904899
48 - L'ombra del Torturatore, Gene Wolfe, 1983 (roman) ISBN: 8842904902
49 - Cronache di Majipoor, Robert Silverberg, 1983 (colecție de povestiri) ISBN: 8842904910
50 - L'esilio di Sharra, Marion Zimmer Bradley, 1983 (roman) ISBN: 8842904929
51 - L'artiglio del conciliatore, Gene Wolfe, 1983 (roman) ISBN: 8842904937
52 - Il mastino della guerra, Michael Moorcock, 1984 (roman) ISBN: 8842904945
53 - La spada del Littore, Gene Wolfe, 1984 (roman) ISBN: 8842904953
54 - Il ritorno di Hiero, Sterling E. Lanier, 1984 (roman) ISBN: 8842904961
55 - La cittadella dell'Autarca, Gene Wolfe, 1984 (roman) ISBN: 884290497X
56 - Il re non decapitato, L. Sprague De Camp, 1984 (roman) ISBN: 8842904988
57 - Il Pontifex Valentine, Robert Silverberg, 1984 (roman) ISBN: 8842904996
58 - Il volo dell'angelo, Gianluigi Zuddas, 1985 (roman) ISBN: 8842905003
59 - Lyonesse, Jack Vance, 1985 (roman) ISBN: 8842905011
60 - I fuochi di Azeroth, C. J. Cherryh, 1985 (roman) ISBN: 884290502X
61 - Stregone suo malgrado, Christopher Stasheff, 1985 (roman) ISBN: 8842905038
62 - Nel segno della Luna Bianca, Lino Aldani, Daniela Piegai, 1985 (roman) ISBN: 8842905046
63 - Naufragio sul pianeta Darkover, Marion Zimmer Bradley, 1985 (roman) ISBN: 8842905054
64 - La saga di Prydain, Lloyd Alexander, 1986 (antologie de romane) ISBN: 8842905062
65 - La grigia criniera del mattino, Joy Chant, 1986 (roman) ISBN: 8842905070
66 - Il Re Pescatore, Tim Powers, 1986 (roman) ISBN: 8842905089
67 - Il segno della profezia, David Eddings, 1986 (roman) ISBN: 8842905097
68 - La perla verde, Jack Vance, 1986 (roman) ISBN: 8842905100
69 - Il signore degli enigmi, Patricia A. Mc Killip, 1986 (antologie de romane) ISBN: 8842905119
70 - Damiano, Roberta Macavoy, 1987 (roman) ISBN: 8842905127
71 - La spada incantata, Marion Zimmer Bradley, 1987 (roman) ISBN: 8842905135
72 - La regina della magia, David Eddings, 1987 (roman) ISBN: 8842905143
73 - Il principe rapito, Paul Edwin Zimmer, 1987 (roman) ISBN: 8842905151
74 - Un mondo chiamato Camelot, Arthur H. Landis, 1987 (roman) ISBN: 884290516X
75 - Il mago di Sua Maestà, Christopher Stasheff, 1987 (roman) ISBN: 8842905178
76 - La valle di Aldur, David Eddings, 1987 (roman) ISBN: 8842905186
77 - L'ascesa dei Deryni, Katherine Kurtz, 1988 (roman) ISBN: 8842905194
78 - Un araldo per Valdemar, Mercedes Lackey, 1988 (roman) ISBN: 8842905208
79 - Il castello incantato, David Eddings, 1988 (roman) ISBN: 8842905216
80 - Il ritorno del principe, Paul Edwin Zimmer, 1988 (roman) ISBN: 8842905224
81 - La congiura di Mandrigyn, Barbara Hambly, 1988 (roman) ISBN: 8842905232
82 - La fine del gioco, David Eddings, 1988 (roman) ISBN: 8842905240
83 - Le spade dei Drenai, David Gemmell, 1988 (roman) ISBN: 8842905259
84 - La sfida dei Deryni, Katherine Kurtz, 1989 (roman) ISBN: 8842905267
85 - La legione perduta, Harry Turtledove, 1989 (roman) ISBN: 8842905275
86 - La leggenda dei Drenai, David Gemmell, 1989 (roman) ISBN: 8842905283
87 - La principessa di Englene, Kathleen Sky, 1989 (roman) ISBN: 8842905291
88 - Un imperatore per la legione, Harry Turtledove, 1989 (roman) ISBN: 8842905305
89 - Il signore dei Deryni, Katherine Kurtz, 1989 (roman) ISBN: 8842905313
90 - Taran di Prydain, Lloyd Alexander, 1989 (antologie de romane) ISBN: 8842905321
91 - La legione di Videssos, Harry Turtledove, 1990 (roman) ISBN: 884290533X
92 - Il trono di Ark, Jonathan Wylie, 1990 (roman) ISBN: 8842905348
93 - Le frecce di Valdemar, Mercedes Lackey, 1990 (roman) ISBN: 8842905356
94 - Le daghe della Legione, Harry Turtledove, 1990 (roman) ISBN: 8842905364
95 - Le montagne incantate, Ru Emerson, 1990 (roman) ISBN: 8842905372
96 - Il cavaliere e il fante di spade, Fritz Leiber, 1990 (colecție de povestiri) ISBN: 8842905380
97 - Un lupo nell'ombra, David Gemmell, 1990 (roman) ISBN: 8842905399
98 - La lama dei druidi, Katharine Kerr, 1990 (roman) ISBN: 8842905402
99 - Il ritorno del Re Drago, Stephen Lawhead, 1991 (roman) ISBN: 8842905410
100 - Gli eredi di Ark, Jonathan Wylie, 1991 (roman) ISBN: 8842905429
101 - Waylander, dei Drenai, David Gemmell, 1991 (roman) ISBN: 8842905437
102 - Le caverne dell'esilio, Ru Emerson, 1991 (roman) ISBN: 8842905445
103 - Lyonesse: Madouc, Jack Vance, 1991 (roman) ISBN: 8842905453
104 - I Signori della Guerra di Nin, Stephen Lawhead, 1991 (roman) ISBN: 8842905461
105 - L'ultimo dei guardiani, David Gemmell, 1991 (roman) ISBN: 884290547X
106 - La strada per Underfall, Mike Jefferies, 1991 (roman) ISBN: 8842905488
107 - Il destino di Valdemar, Mercedes Lackey, 1992 (roman) ISBN: 8842905496
108 - L'ultimo eroe dei Drenai, David Gemmell, 1992 (roman) ISBN: 884290550X
109 - Il mago di Ark, Jonathan Wylie, 1992 (roman) ISBN: 8842905518
110 - La spada di fuoco, Stephen Lawhead, 1992 (roman) ISBN: 8842905526
111 - L'incantesimo dei druidi, Katharine Kerr, 1992 (roman) ISBN: 8842905534
112 - Sui mari del fato, Ru Emerson, 1992 (roman) ISBN: 8842905542
113 - Il palazzo dei re, Mike Jefferies, 1992 (roman) ISBN: 8842905550
114 - L'ascesa di Krispos, Harry Turtledove, 1992 (roman) ISBN: 8842905569
115 - La magia di Wenshar, Barbara Hambly, 1993 (roman) ISBN: 8842905577
116 - Il re dei fantasmi, David Gemmell, 1993 (roman) ISBN: 8842905585
117 - Le nebbie di Elundium, Mike Jefferies, 1993 (roman) ISBN: 8842905593
118 - Il Porto dei mondi incrociati, Michael Scott Rohan, 1993 (roman), ISBN: 8842907049
119 - Il destino di Deverry, Katharine Kerr, 1993 (roman). ISBN: 884290712X
120 - La chiamata degli eroi, Paul Edwin Zimmer, 1993 (roman). ISBN: 8842907219
121 - L'ultima spada del potere, David Gemmell, 1993 (roman). ISBN: 8842907286
122 - Krispos di Videssos, Harry Turtledove, 1993 (roman). ISBN: 8842907391
123 - L'assedio di Vorsal, Barbara Hambly, 1994 (roman). ISBN: 8842907499
124 - Il lupo dei Drenai, David Gemmell, 1994 (roman). ISBN: 884290757X
125 - Il libro di Tezin-Dar, Angus Wells, 1994 (roman). ISBN: 8842907626
126 - Verso la spirale dei mondi, Michael Scott Rohan, 1994 (roman). ISBN: 8842907677
127 - Ritorno da Tezin-Dar, Angus Wells, 1994 (roman). ISBN: 8842907731
128 - I cavalieri dei Gabala, David Gemmell, 1994 (roman). ISBN: 8842907820
129 - Il drago di Deverry, Katharine Kerr, 1994 (roman). ISBN: 8842907979
130 - L'impero degli incanti, Michael Scott Rohan, Allan Scott, 1995 (roman). ISBN: 884290807X
131 - Il mago di Tezin-Dar, Angus Wells, 1995 (roman). ISBN: 8842908150
132 - La leggenda di Druss, David Gemmell, 1995 (colecție de povestiri). ISBN: 8842908266
133 - Il castello fra i mondi incrociati, Michael Scott Rohan, 1995 (roman). ISBN: 8842908339
134 - Il potere del fuoco, Martha Wells, 1995 (roman). ISBN: 8842908452
135 - Krispos l'imperatore, Harry Turtledove, 1995 (roman). ISBN: 8842908517
136 - Il tempo dell'esilio, Katharine Kerr, 1995 (roman). ISBN: 8842908630
137 - Il libro dei poteri, Harry Turtledove, 1996 (roman). ISBN: 8842908770
138 - La spada delle Highland, David Gemmell, 1996 (roman). ISBN: 8842908835
139 - I difensori di Cylith, Luca Pesaro, 1996 (roman). ISBN: 8842908959
140 - I signori del cielo, Angus Wells, 1996 (roman). ISBN: 8842909025
141 - Juti Manho la guerriera, Carol Severance, 1996 (roman). ISBN: 8842909092
142 - Il cavaliere del Sole Nero, C. S. Friedman, 1996 (roman). ISBN: 8842909297
143 - Il tempo dei presagi, Katharine Kerr, 1996 (roman). ISBN: 8842909343
144 - Aurian, Maggie Furey, 1996 (roman). ISBN: 8842909416
145 - Le pietre del potere, David Gemmell, 1997 (roman). ISBN: 8842909459
146 - I giorni del sangue e del fuoco, Katharine Kerr, 1997 (roman). ISBN: 8842909572
147 - L'Oceano del Sole Nero, C. S. Friedman, 1997 (roman). ISBN: 8842909645
148 - La regina guerriera, David Gemmell, 1997 (roman). ISBN: 8842909769
149 - La pietra di Moor, Morgan Fairy, 1997 (roman). ISBN: 8842908371
150 - L'arciere di Kerry, Lynn Flewelling, 1997 (roman). ISBN: 8842908584
151 - La corona nascosta, C. S. Friedman, 1997 (roman). ISBN: 884290984X
152 - La regina delle Highland, David Gemmell, 1997 (roman). ISBN: 8842909920
153 - Aurian: L'arpa dei venti, Maggie Furey, 1998 (roman). ISBN: 884291004X
154 - Il tempo della giustizia, Katharine Kerr, 1998 (roman). ISBN: 8842910139
155 - Alec di Kerry, Lynn Flewelling, 1998 (roman). ISBN: 8842910228
156 - Amazon, Gianluigi Zuddas, 1998 (roman). ISBN: 8842910287
157 - Aurian: La spada di fuoco, Maggie Furey, 1998 (roman). ISBN: 8842910376
158 - La spada delle rune, Ann Marston, 1998 (roman). ISBN: 8842910538
159 - Aurian: Dhiammara, Maggie Furey, 1999 (roman). ISBN: 8842910430
160 - Le maschere del potere, Errico Passaro, 1999 (roman). ISBN: 8842910805
161 - Il re d'occidente, Ann Marston, 1999 (roman). ISBN: 8842910864
162 - Stella di Gondwana, Gianluigi Zuddas, 1999 (roman). ISBN: 8842910961
163 - La lama infranta, Ann Marston, 1999 (roman). ISBN: 884291102X
164 - Il traditore di Kerry, Lynn Flewelling, 1999 (roman). ISBN: 8842911062
165 - Il principe di Skai, Ann Marston, 1999 (roman). ISBN: 8842911143
166 - Le amazzoni del sud, Gianluigi Zuddas, 2000 (roman). ISBN: 8842911232
167 - Il cuore di Myrial, Maggie Furey, 2000 (roman). ISBN: 8842911313
168 - Il re delle ombre, Ann Marston, 2000 (roman). ISBN: 8842911402
169 - Il libro dell'Impero, Adalberto Cersosimo, 2000 (colecție de povestiri). ISBN: 8842911488
170 - Il figlio delle tempeste, Fabiana Redivo, 2000 (roman). ISBN: 8842911542
171 - La spada in esilio, Ann Marston, 2000 (roman). ISBN: 8842911607
172 - La pietra degli elementi, Fabiana Redivo, 2001 (roman). ISBN: 8842911712
173 - Il segno dei ribelli, Rossella Romano, 2001 (roman). ISBN: 8842911771
174 - La trappola d'oro, James Oliver Curwood, 2001 (roman). ISBN: 8842911771
175 - Gli eredi della luce, Mariangela Cerrino, 2001 (colecție de povestiri). ISBN: 8842911933
176 - Il seme perduto, Fabiana Redivo, 2001 (roman). ISBN: 8842911941
177 - Il sigillo nero, Morgan Fairy, 2002 (roman). ISBN: 884291200X
178 - Le sette gemme, Andrea D'Angelo, 2002 (roman). ISBN: 8842912026
179 - Solomon Kane il giustiziere, Robert E. Howard, Gianluigi Zuddas, 2002 (colecție de povestiri). ISBN: 8842912093
180 - Il respiro delle montagne, Ornella Lepre, 2002 (roman). ISBN: 8842912158
181 - L'arcimago Lork, Andrea D'Angelo, 2002 (roman). ISBN: 8842912255
182 - Il figlio del vento, Fabiana Redivo, 2002 (roman). ISBN: 884291231X
183 - Il settimo figlio, Orson Scott Card, 2002 (roman). ISBN: 8842912344
184 - Il profeta dalla pelle rossa, Orson Scott Card, 2002 (roman). ISBN: 8842912352
185 - Alvin l'apprendista, Orson Scott Card, 2002 (roman). ISBN: 8842912360
186 - La loggia della lince, Katherine Kurtz, Deborah Turner Harris, 2003 (roman). ISBN: 8842912395
187 - Le luci di Avardale, Mary Corran, 2003 (roman). ISBN: 8842912425
188 - Lo spirito della pietra, Maggie Furey, 2003 (roman). ISBN: 8842912387
189 - La fortezza, Andrea D'Angelo, 2003 (roman). ISBN: 884291245X
190 - Le spade incantate, Marion Zimmer Bradley (editor), 2003 (antologie). ISBN: 8842912670
191 - Le nebbie di Afra, Fabiana Redivo, 2003 (roman). ISBN: 8842912700
192 - Il cerchio dei dodici, Katherine Kurtz, Deborah Turner Harris, 2003 (roman). ISBN: 8842912719
193 - Le tre candele, Marion Zimmer Bradley, Elisabeth Waters, 2003 (roman breve) - ISBN: 8842912824
194 - L'occhio dell'eternità, Maggie Furey, 2004 (roman). ISBN: 884291312X
195 - La giustizia delle spade, Marion Zimmer Bradley (editor), 2004 (antologie). ISBN: 8842913111
196 - La spada dei re, Fabiana Redivo, 2004 (roman). ISBN: 8842913200
197 - Il sigillo infranto, Katherine Kurtz, Deborah Turner Harris, 2004 (roman). ISBN: 8842913359
198 - Le libere amazzoni di Darkover, Marion Zimmer Bradley (editor), 2004 (antologie). ISBN: 8842913278
199 - La città di luce e d'ombra, Patricia A. Mc Killip, 2005 (roman). ISBN: 8842913677
200 - La rocca dei silenzi, Andrea D'Angelo, 2005 (roman). ISBN: 884291357X
201 - Streghe Guerriere, Marion Zimmer Bradley (editor), 2005 (antologie). ISBN: 8842913634
202 - Le nevi di Darkover, Marion Zimmer Bradley (editor), 2005 (antologie). ISBN: 8842914010
203 - Con il cuore e con la spada, Marion Zimmer Bradley (editor), 2006 (antologie). ISBN: 8842914371
204 - Le torri di Darkover, Marion Zimmer Bradley (editor), 2006 (antologie). ISBN: 8842914371
205 - La luce della spada, Marion Zimmer Bradley (editor), 2007 (antologie). ISBN: 8842915033
206 - Le donne di Darkover, Marion Zimmer Bradley (editor), 2007 (antologie). ISBN: 8842915300
207 - Nel segno del coraggio, Marion Zimmer Bradley (editor), Rachel E. Holmen (editor), 2008 (antologie). ISBN: 8842915041
208 - La quattro lune di Darkover, Marion Zimmer Bradley (editor), 2008 (antologie). ISBN: 8842915483

## Legături externe
- Fantacollana la fantascienza.com
- Fantacollana la oocities.org

## Vezi și
- 1973 în științifico-fantastic
- 2008 în științifico-fantastic
- Științifico-fantasticul în Italia